# 西固城街道
西固城街道，是中华人民共和国甘肃省兰州市西固区下辖的一个乡镇级行政单位。

## 行政区划
西固城街道下辖以下地区：
牌坊路社区、兰棉厂社区、西固中路北社区、西固中路南社区、玉门街北社区、合水中路社区、合水北路社区、玉门街南社区、清水桥社区和兰炼厂前西社区。